# Bomaanslag op het World Trade Center op 26 februari 1993
De bomaanslag op het World Trade Center in 1993 was een terroristische aanslag die plaatsvond op 26 februari 1993 bij het World Trade Center in de Amerikaanse stad New York. Bij de aanslag werd een autobom tot ontploffing gebracht in de parkeerkelder onder de North Tower.
De bom bestond uit ureumnitraat, met aluminium, magnesium en ijzer(III)oxide rondom het explosief. De bom bestond verder uit nitroglycerine, ammoniumnitraat (ANFO), dynamiet en rookzwak kruit als versterkerlading en enkele cilinders waterstof. De daders wilden met de bom de fundering van de toren zodanig verzwakken, dat deze tegen de South Tower zou vallen en beide zou doen instorten. Dit plan mislukte, maar de explosie richtte wel een enorme ravage aan. Marriott World Trade Center werd zwaar getroffen, waarna herstellingswerken werden uitgevoerd. Zes mensen vonden de dood bij de aanslag en 1042 raakten gewond.

## De aanslag
De aanslag was het werk van een groep samenzweerders onder wie Ramzi Yousef, Mahmud Abouhalima, Mohammad Salameh, Nidal Ayyad, Abdul Rahman Yasin en Ahmad Ajaj. Ze kregen hun financiering voor de aanslag van Khalid Sjeik Mohammed, Yousefs oom. Ramzi Yousef maakte in 1991 al plannen voor een bomaanslag in de Verenigde Staten. Abdul Rahman Yasin hielp de complexe, 600 kilogram zware bom in elkaar te zetten. De bom leek sterk op de bom die gebruikt werd bij de aanslag op de internationale vredesmacht in Beiroet 10 jaar eerder.
Met een gehuurde bestelwagen werd de bom naar de parkeerkelder onder de toren gebracht, waar Yousef hem tot ontploffing bracht. De explosie sneed onder andere de stroom voor de noodverlichting af. De ontploffing veroorzaakte een 30 meter groot gat, verspreid over vier verdiepingen. De rook die vrijkwam bij de ontploffing bereikte de 93e verdieping van het gebouw.

## Evacuatie
Meteen na de aanslag werd een evacuatie van de noordelijke toren in gang gezet, maar deze verliep allesbehalve vlekkeloos. De mensen moesten hun weg via een van de drie onverlichte, met rook gevulde trappenhuizen vinden. Sommige mensen deden er meer dan twee uur over om uit het gebouw te komen. Veel mensen kwamen bovendien vast te zitten in de liften door de uitgevallen stroom. De stroomuitval maakte tevens dat radio- en televisiezenders geen live-verslag van de aanslag konden doen.
De slechte veiligheid zou te wijten zijn aan het feit dat het World Trade Center vrijgesteld was van de bouwvoorschriften die de staat New York aan de gebouwen oplegt. De reden hiervoor is dat zowel de staat New York als New Jersey eigenaar zijn van de Port Authority of New York and New Jersey, en ze dus beide eigenaar zijn van het World Trade Center. Later is de veiligheidssituatie verbeterd. Men denkt dat de genomen maatregelen veel doden hebben voorkomen bij de aanslagen op 11 september 2001 op hetzelfde World Trade Center.
De meeste gewonden vielen niet door de aanslag zelf, maar door de complicaties tijdens de evacuatie na de aanslag.

## Nasleep

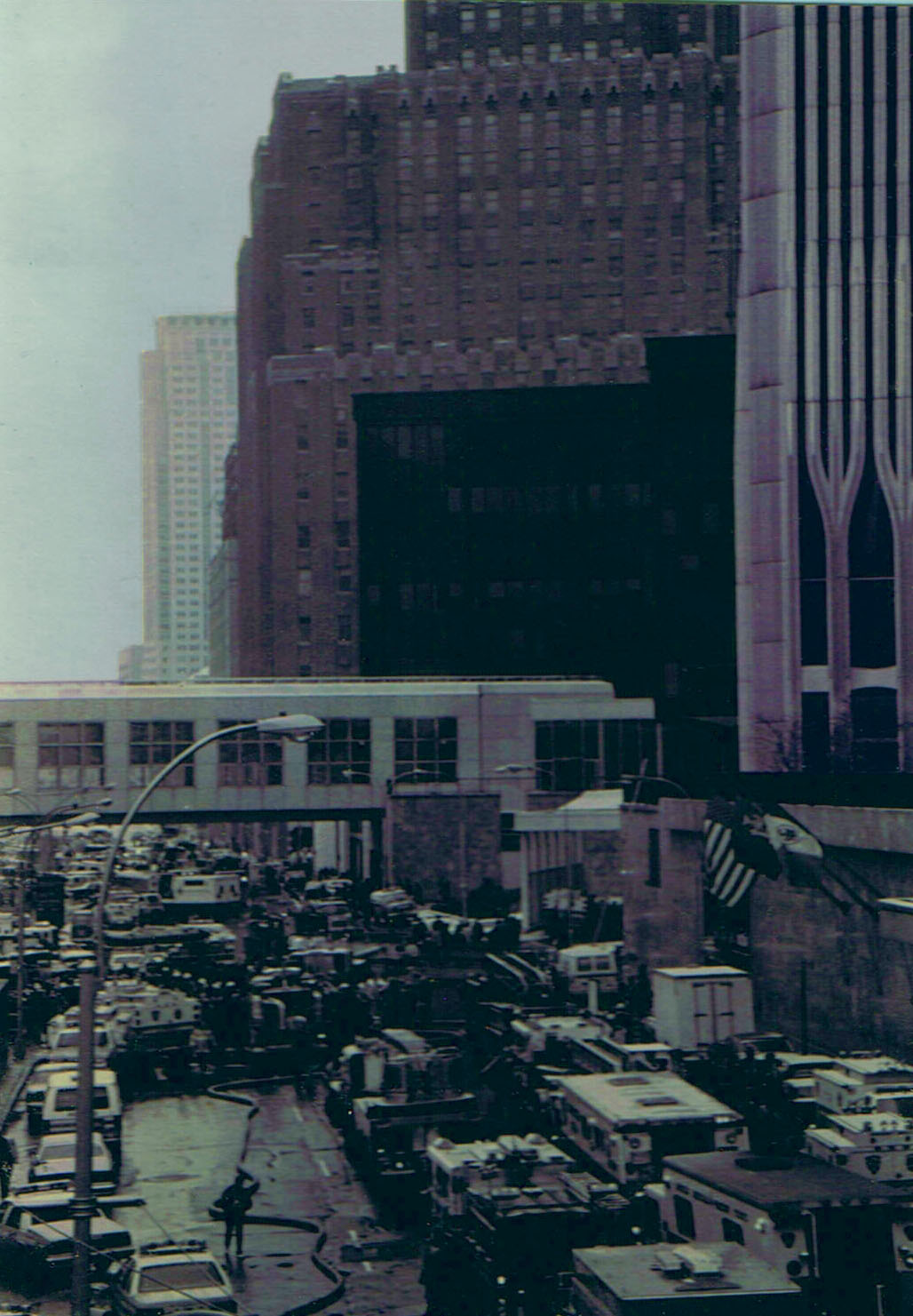
Een colonne brandweer- en politievoertuigen verzameld op West Street, de ingang van de North Tower is rechts zichtbaar

Yousef vluchtte binnen enkele uren na de aanslag naar Pakistan.
Hoewel niet direct duidelijk was dat het een bomaanslag betrof, waren bij het onderzoek wel direct al bomexperts van de ATF, FBI, en NYPD aanwezig. Onderzoek naar de nummerplaat van de bestelwagen leidde onderzoekers uiteindelijk naar Mohammad Salameh, een van Yousefs handlangers. Hij werd gearresteerd. Zijn arrestatie zette onderzoekers op het spoor van de andere betrokkenen bij de aanslag.
In maart 1994 werden vier mannen veroordeeld voor hun aandeel in de aanslag: Abouhalima, Ajaj, Ayyad en Salameh. In november 1997 volgden er nog twee veroordelingen: Yousef, het meesterbrein achter de aanslag, en Eyad Ismoil, de chauffeur van de wagen met de bom.
Elyn Zimmerman ontwierp na de aanslag een granieten gedenkplaat voor de zes slachtoffers, die in 1995 werd onthuld op Austin J. Tobin Plaza, direct boven de locatie van de aanslag. Deze gedenkplaat werd samen met het Austin J. Tobin Plaza verwoest bij de aanslagen op 11 september 2001. Het originele monument werd slechts deels gerecupereerd na de aanslagen op 11 september 2001. In 2005, precies 12 jaar na de aanslag, werd een tijdelijk monument op ground zero (de World Trade Center site) onthuld. Inmiddels is het tijdelijk monument vervangen en een onderdeel geworden van het monument ter nagedachtenis van de aanslagen op 11 september 2001.